# Guillermo de Winchester

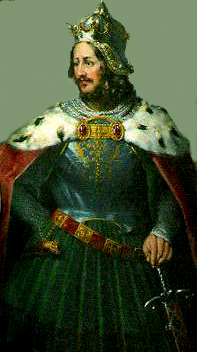
Guillermo de Winchester.

Guillermo (Winchester, Inglaterra, 11 de abril de 1184- 13 de diciembre de 1213), llamado Guillermo de Winchester, Guillermo Longsword o Guillermo de Luneburgo,  fue el quinto y último hijo del duque Enrique el León y de Matilde Plantagenet, la hija mayor de Enrique II de Inglaterra.
Guillermo nació en Inglaterra durante el exilio de su padre, permaneció allí cuando Enrique regresó a Sajonia y fue criado en la corte de Ricardo Corazón de León. Cuando Enrique murió en 1195, Guillermo heredó las posesiones de Enrique alrededor de Luneburgo, cerca de Lauenburg, y en el este del Harz.
En 1202, Guillermo se casó con Helena de Dinamarca, hija de Valdemar I de Dinamarca. Su único hijo fue Otón I de Brunswick-Luneburgo (1204-1252), que heredó las posesiones de su padre y se convirtió en el primer duque de Brunswick-Luneburgo.